# Marvin Miller
Pour les articles homonymes, voir Miller.
Marvin Julian Miller (14 avril 1917 - 27 novembre 2012) est un syndicaliste américain qui préside l'Association des joueurs de la Ligue majeure de baseball (MLBPA) de 1966 à 1982. Sous sa conduite, ce syndicat au pouvoir extrêmement limité devient l'un des plus puissants syndicats américains, faisant plier les propriétaires des franchises des Ligues majeures, jusque-là omnipotents. 
Le journaliste Red Barber indiqua en 1992 que Marvin Miller figurait au même rang que Babe Ruth et Jackie Robinson pour son importance dans l'histoire du baseball. 
Il est considéré comme le père du système actuel d'agents libres et du système d'arbitrage chargé de régler les litiges concernant les contrats entre la Ligue majeure de baseball et ses joueurs. Le salaire moyen des joueurs était plus de 10 fois plus élevé lorsque Miller quitta ses fonctions après 16 ans à l'Association des joueurs. Il a aussi aidé le syndicat à se libérer de la clause de réserve.

## Biographie

### Débuts
Originaire du Bronx, à New York, Marvin Miller se démarque en tant que syndicaliste dans l'Union des machinistes et l'United Auto Workers (syndicat représentant les travailleurs de l'automobile). Il gravit les échelons et devient le négociateur de l'important syndicat des métallurgistes, l'United Steelworkers.

### Ligue majeure de baseball
Marvin Miller est élu à la tête de l'Association des joueurs de la Ligue majeure de baseball (MLBPA) en 1966.
Lors de ses premières négociations pour renouveler la convention collective qui lie les joueurs de baseball à la Ligue majeure, il obtient des propriétaires de franchises l'augmentation du salaire minimum pour un joueur de 6 000 dollars par an à 10 000 dollars par an.
Il réforme en 1970 le processus d'arbitrage, l'une de ses plus grandes réalisations. Avant Miller, lorsqu'un conflit survenait au sujet du contrat ou du salaire d'un joueur, le dossier était porté devant le commissaire du baseball. Celui-ci faisait presque invariablement pencher la balance du côté des propriétaires d'équipes. Avec l'inclusion dans la convention collective de nouvelles règles d'arbitrage salarial, les dossiers litigieux doivent maintenant être soumis à un arbitre indépendant, de manière à se protéger d'un possible favoritisme.
En 1974, un arbitre statue que le controversé propriétaire des Athletics d'Oakland, Charlie O. Finley, n'a pas respecté les termes du contrat signé avec son équipe par le joueur Catfish Hunter. Selon le jugement, Hunter devient agent libre. Il signe peu après un contrat de cinq ans pour 3,5 millions de dollars avec les Yankees de New York. Avec Marvin Miller aux commandes de l'Association des joueurs, la fameuse clause de réserve qui lie les joueurs à une équipe pour une année après l'échéance d'un contrat est finalement abandonnée, donnant aux athlètes de la Ligue majeure une plus grande autonomie et un plus grand contrôle sur leur avenir et leur carrière. Afin d'éviter qu'un trop grand nombre de joueurs autonomes engendre une baisse dans les salaires que peuvent obtenir les baseballeurs, Miller réussit à limiter l'autonomie à ceux comptant au minimum six ans d'expérience dans la ligue.
Miller dirige l'Association des joueurs lors de trois conflits de travail : un premier d'une durée de 13 jours en 1972, un second durant le camp d'entraînement précédant la saison de baseball 1980, et la grève de 1981 qui causa l'interruption de la saison régulière durant 50 jours. Deux lock-out survinrent également pendant les années Miller : aux camps d'entraînement de 1973 et 1976.
Lorsque Miller quitta la présidence de la MLBPA en 1982, le salaire moyen d'un joueur du baseball majeur était de 241 000 dollars US par année. À son arrivée avec le syndicat en 1966, le salaire moyen se chiffrait à 19 000 dollars US par an.

### Exclusion du Temple de la renommée du baseball
Malgré de nombreux appuis, Marvin Miller n'est toujours pas membre du Temple de la renommée du baseball. Pour les personnalités autres que les joueurs de baseball, l'admission d'un nouveau membre au Panthéon est faite par un Comité de vétérans, qui doit déterminer si l'influence de l'individu en question a été suffisamment déterminante. C'est clairement le cas de Miller, mais le fait qu'il ait consacré sa carrière à prendre le parti des athlètes et à s'opposer, règle générale, aux propriétaires et à la ligue peut expliquer que cette élection n'a toujours pas eu lieu.
Le nom de Marvin Miller a été soumis à plusieurs reprises au Comité des vétérans. L'identité des membres de ce panel est connue, mais leurs votes doivent rester secrets. Une candidature doit rallier 75 % des votes. Miller rata de peu ce pourcentage. Lors des plébiscites de 2003 et 2007, le Comité était composé de personnalités déjà membres du Temple, principalement des joueurs. Non seulement Miller ne fut pas admis, mais aucun candidat ne fut élu. Conséquemment, le baseball changea les règles et réduisit le Comité à 12 personnes, aucune d'entre elles n'ayant joué dans les Ligues majeures. Cette décision fait dire à certains observateurs qu'il est anormal de soumettre la candidature d'un syndicaliste à une catégorie de personnalités à laquelle il s'est opposé durant sa carrière.
En 2010, le Comité des vétérans est une fois de plus remanié, passant à seize membres : huit membres élus du Temple de la renommée (sept comme joueurs et un comme manager), quatre personnalités des médias et quatre exécutifs. Miller rate l'élection par un seul vote.
La candidature de Marvin Miller a été appuyée au fil des ans par de nombreuses personnalités du baseball et des médias. Plusieurs joueurs notoires aujourd'hui à la retraite se sont prononcés en faveur de Miller, tels Hank Aaron, Tom Seaver (« L'exclusion de Miller est une honte nationale ») et Joe Morgan (« Il doit être élu et recevoir des excuses pour cette longue attente »). C'est aussi le cas de l'historien Bill James, du commentateur sportif Bob Costas, qui considère qu'il n'y a « aucun non-joueur méritant davantage » l'élection au Temple, et de Bud Selig, le commissaire du baseball, qui mentionna dans une interview en 2007 que si le Panthéon était à la recherche d'individus ayant eu « un impact sur le sport », Miller « devrait être au Temple de la renommée ». Selig, qui malgré son poste dans la hiérarchie de la MLB n'intervient pas dans le processus de décision du Comité des vétérans, admit également qu'il était possible que plusieurs de ses prédécesseurs soit en désaccord avec lui.
Le 14 avril 2010, la journée du 93e anniversaire de naissance de Miller, un groupe d'anciens des Ligues majeures appuie l'initiative du lanceur des années 1960 et 1970 Bob Locker et lance un site Internet, ThanksMarvin.com (« Merci Marvin ») pour promouvoir l'élection à Cooperstown de l'ancien leader syndical.
Le Comité des vétérans étudie désormais l'admissibilité de personnalités reliées à une époque précise, selon une rotation de trois ans : l'ère « pré-intégration » (1871-1946), l'Âge d'or (1947-1972) et l'époque de l'expansion (1973-1989 pour les joueurs et 1973 à aujourd'hui pour les non-joueurs). Par conséquent, le Comité des vétérans ne se penchera sur le cas de Marvin Miller qu'en 2013. Miller, atteint d'un cancer du foie depuis trois mois, meurt à Manhattan le 27 novembre 2012 à l'âge de 95 ans.